# Viriat
Viriat är en kommun i departementet Ain i regionen Auvergne-Rhône-Alpes i östra Frankrike. Kommunen ligger  i kantonen Viriat som ligger i arrondissementet Bourg-en-Bresse. Kommunens areal är 45,03 km². År 2022 hade Viriat 6 955 invånare.

## Befolkningsutveckling
Antalet invånare i kommunen Viriat
Referens: INSEE

## Vänorter
- Voinești, Rumänien (1989)
- Sorbolo Mezzani, Italien (2000)